# 1909年臺灣
|        | 臺灣歷史 \| 台灣歷史年表 |
| 世纪： | 19世纪臺灣 \| 20世纪臺灣 \| 21世纪臺灣 |
| 年代： | 1870年代臺灣 \| 1880年代臺灣 \| 1890年代臺灣 \| 1900年代臺灣 \| 1910年代臺灣 \| 1920年代臺灣 \| 1930年代臺灣                                           |
| 年份： | 1904年臺灣 \| 1905年臺灣 \| 1906年臺灣 \| 1907年臺灣 \| 1908年臺灣 \| 1909年臺灣 \| 1910年臺灣 \| 1911年臺灣 \| 1912年臺灣 \| 1913年臺灣 \| 1914年臺灣 |
| 纪年： | 己酉年（鸡年）、日本明治42年 |

1909年臺灣進行行政區劃調整，改行十二廳制。

## 政府

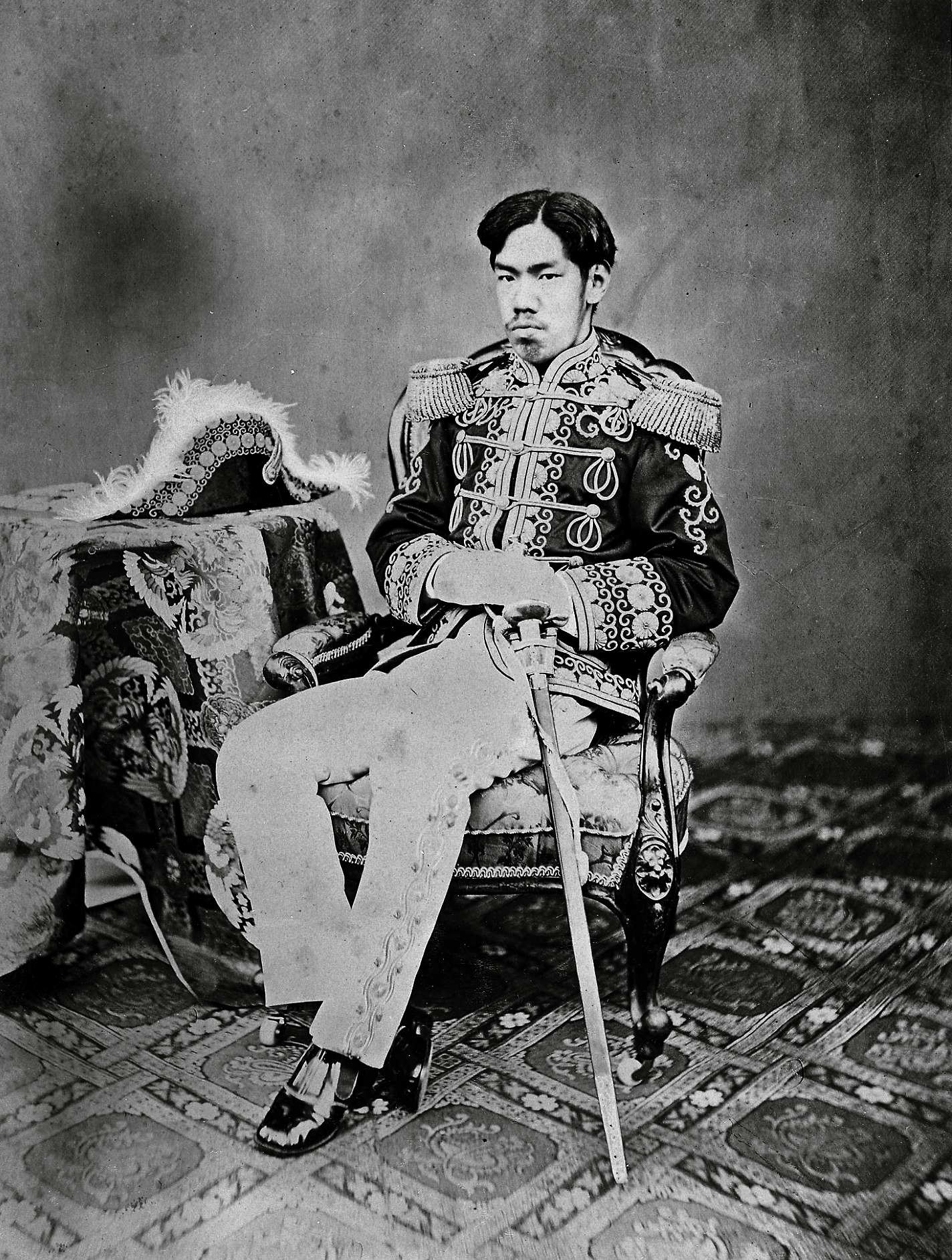
天皇：明治天皇
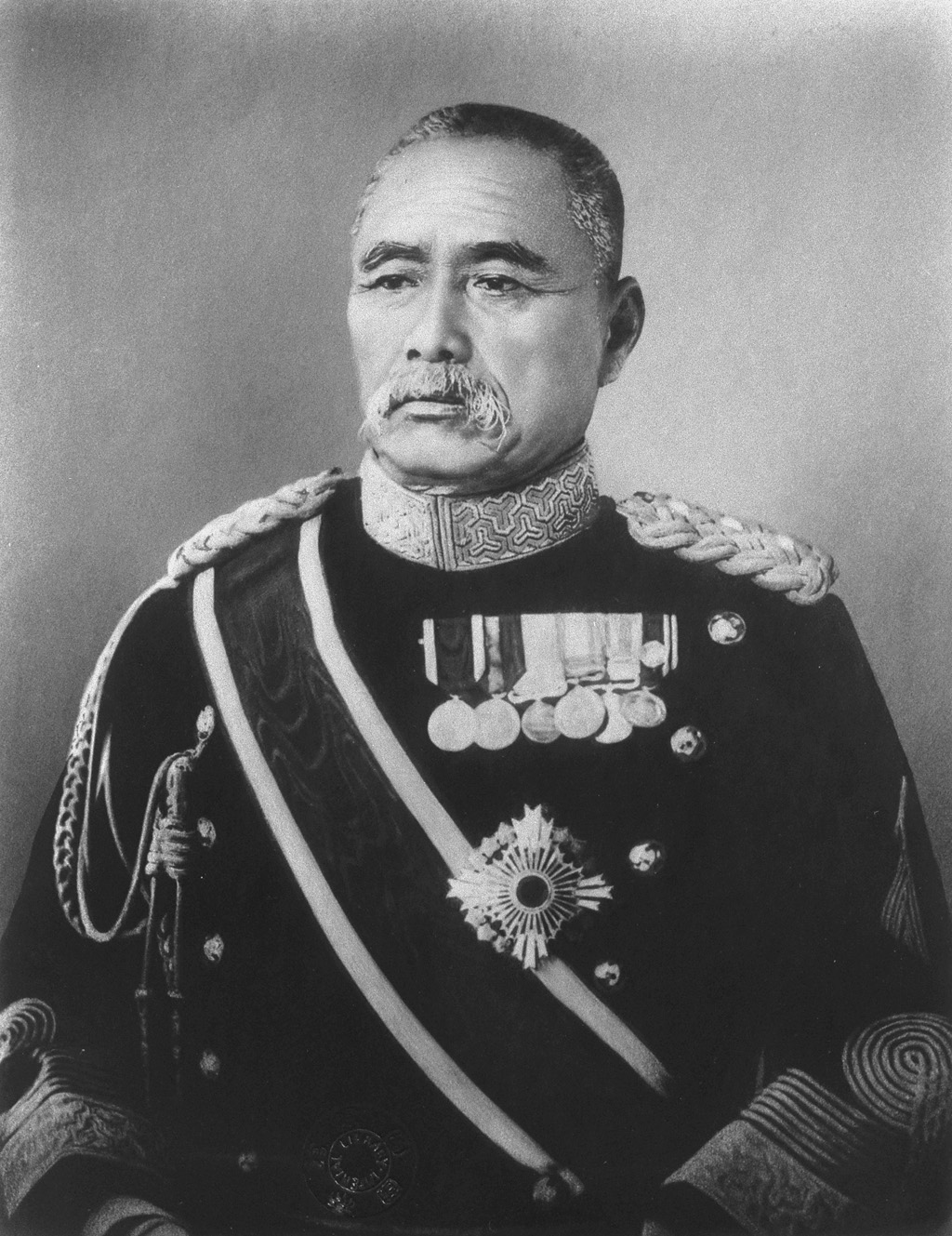
臺灣總督：佐久間左馬太
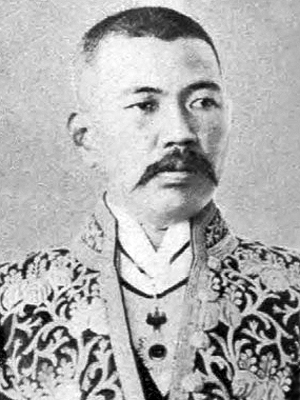
民政長官：大島久滿次

## 大事記
- 2月21日：台北、南台直通電話線路開通[1]:141。
- 10月25日：行政區劃由二十廳制改成十二廳制[2]。
- 11月30日：臺灣總督府宣布廢止陰曆[3]:192。

## 出生
- 1月6日——馬淵東一，人類學者。日治時期來臺長期調查鄒族與布農族。《臺灣高砂族系統所屬之研究》著者之一。（1988年逝世）
- 2月3日——沈乃霖，醫師、平埔族研究者。二二八事件中一度被捕。（2008年逝世）
- 2月15日——林澄秋，教育界、政治人物。曾任臺中高農校長、臺中市市長。（1979年逝世）
- 2月20日——張富，政治人物。曾任桃園縣議會議員、副議長，臺灣省議員。（1996年逝世）
- 2月23日——周百鍊，醫師、政治人物。曾代理臺北市市長，1964年與高玉樹競選臺北市長選舉。（1991年逝世）
- 3月10日——呂錦花，女權運動者、政治人物。戰後曾任臺北市議員、臺灣省議員。1950年代保護養女運動發起人。（1981年逝世）
- 3月30日——施照子，本名清水照子，慈善家。愛愛寮創辦人施乾之妻。出生於日本京都市。（2001年逝世）
- 4月25日——土坂正夫，原姓中尾，教育家。澎湖廳教育係長。出生於日本福井縣遠敷郡宮川村（日语：宮川村 (福井県)）（今小濱市）。（1957年逝世）
- 5月28日——張萬傳，畫家。曾以〈鼓浪嶼風景〉參加府展。（2003年逝世）
- 10月——張文環，文學家。代表作有小說〈閹雞〉。（1978年逝世）
- 10月6日——李應鏜，政治人物。戰後出任臺南縣參議員、西螺鎮長。促成西螺大橋的興建。（1959年逝世）
- 11月5日——黃得時，文學家、中國文學研究者。曾任臺灣大學教授。（1999年逝世）
- 11月28日——戴炎輝，法律學者、法律史學家。曾任中華民國司法院院長、司法院大法官。（1992年逝世）
- 12月14日（農曆十一月初二）——黃拓榮，教師、政治人物。曾任臺東縣議會議員、議長、臺東縣縣長。（1991年逝世）